# Galgo polaco
O Galgo polaco[Nota] (em polonês/polaco:  chart polski) é uma raça primordialmente usada pela nobreza polonesa para caçar lebres e raposas. Em meio a Segunda Guerra Mundial e ao período comunista, a raça foi praticamente extinta, reavidada anos mais tarde. Classificado como forte e de personalidade reservada, tem seu adestramento considerado mediano. Fisicamente, sua pelagem pode ter várias cores, é dupla e lisa, embora áspera ao toque.